# Surapprentissage (psychologie)
Le surapprentissage a lieu lorsque la sollicitation de la mémoire ou la pratique d'une technique est effectuée au-delà du seuil requis pour en maîtriser le contenu.
Grâce à sa découverte de la courbe de l'oubli, Hermann Ebbinghaus découvre les effets du surapprentissage.
Cette méthode permet que l'information soit plus difficile à oublier à court terme, mais ne semble pas avoir beaucoup d'effet sur la rétention à long terme. Une méta-analyse de 15 études en 1992 a suggéré que le surapprentissage affecte le rappel au fil du temps. Elle a également conclu que l'ampleur de cet effet pouvait être modérée par l'importance du surapprentissage, le type de tâche et la durée de la rétention.
Certaines études récentes ont explicitement examiné l'interaction entre le surapprentissage et la durée de rétention de l'information et ont conclu que les effets du surapprentissage ont tendance à être de courte durée. Ce dernier est surtout utile lorsque le besoin de rétention de la matière est à court terme.